# Hōsa Bunko

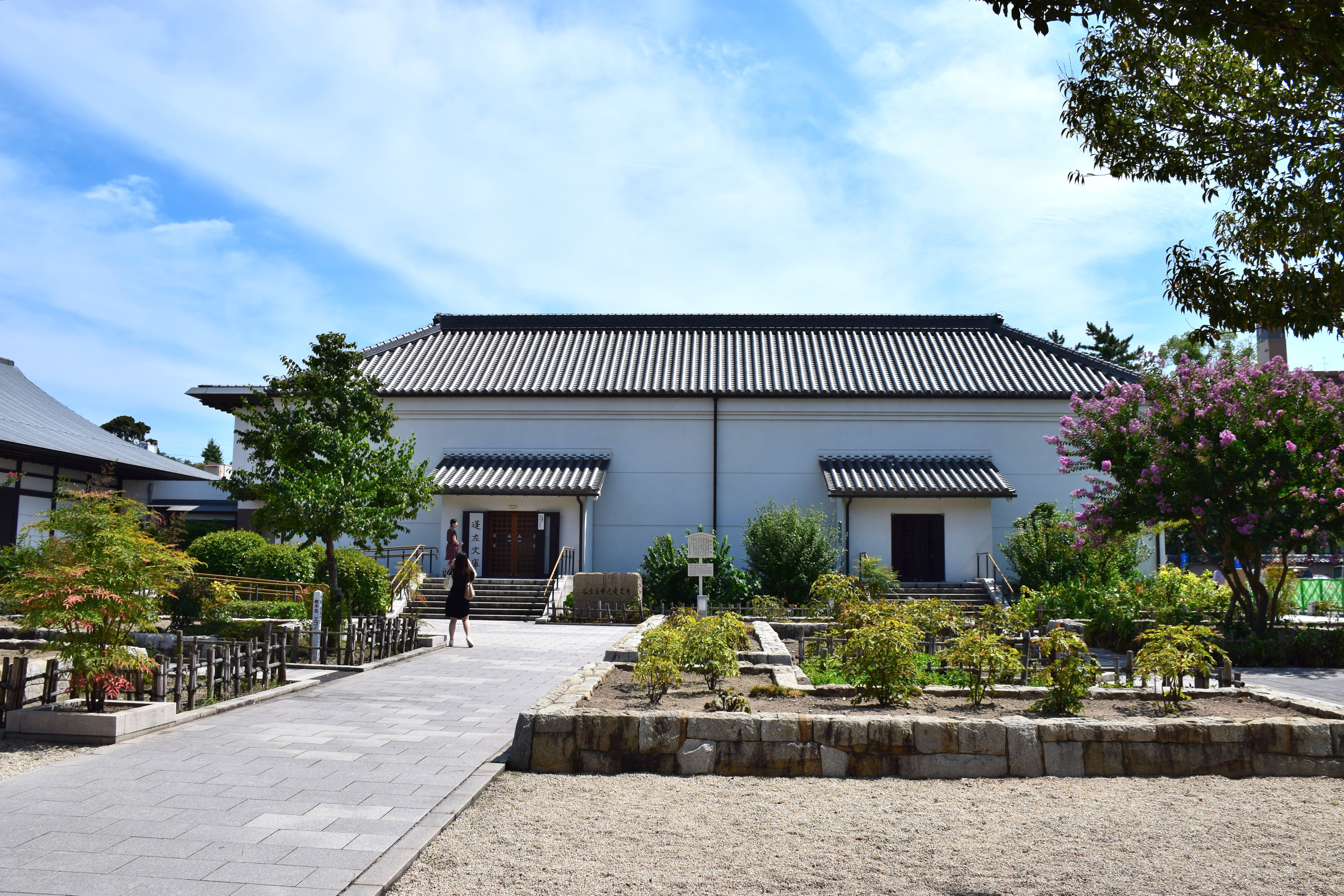
Der Hōsa Bunko

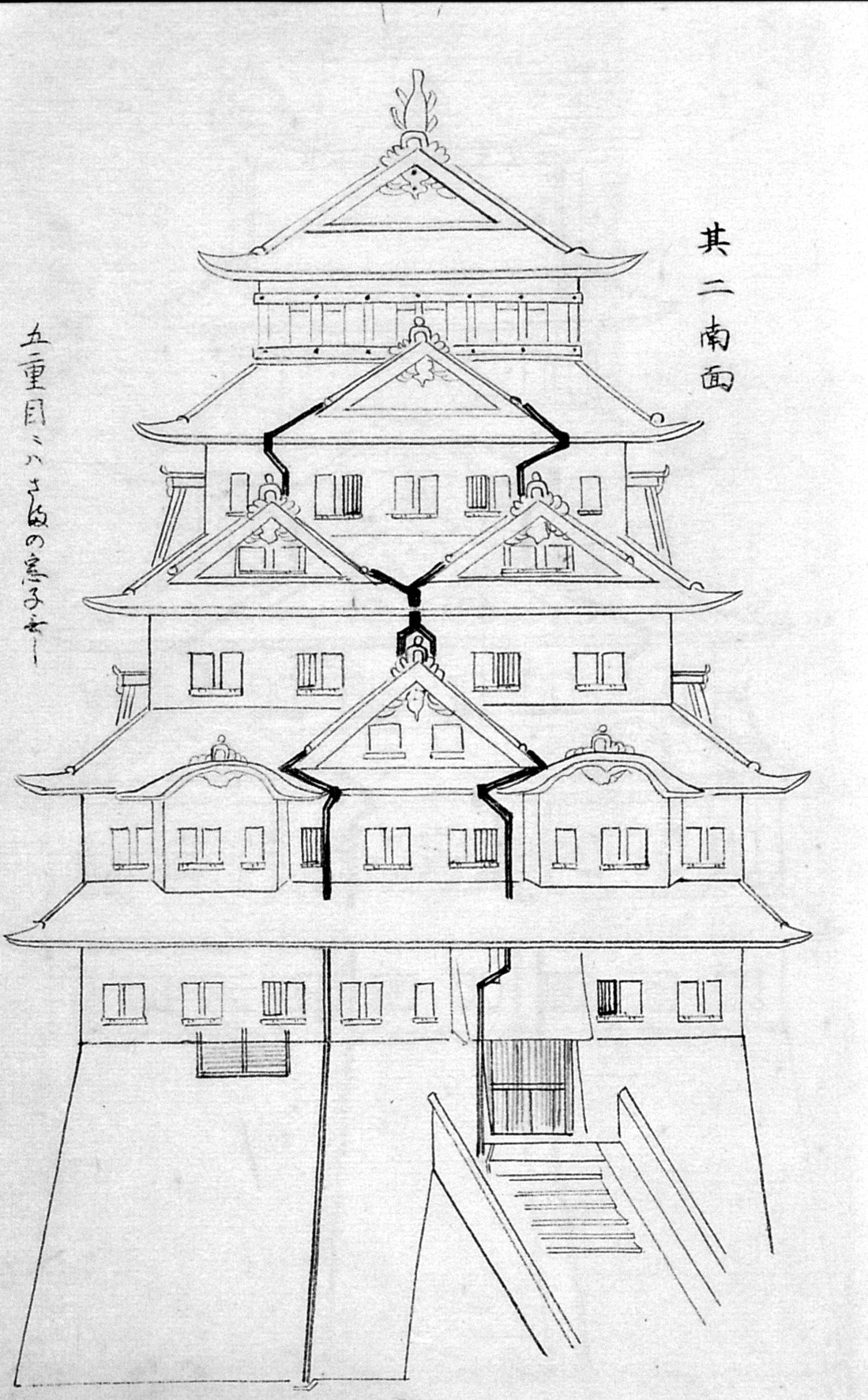
Hauptturm der Burg Nagoya

Der Hōsa Bunko (japanisch 蓬左文庫) bewahrt das bibliothekarische Erbe des Owari-Tokugawa-Klans aus Nagoya, dessen Oberhaupt in der Edo-Zeit als eine Familie der Gosanke zu den mächtigsten Daimyō zählte. Der Hōsa Bunko befindet sich unmittelbar neben dem Tokugawa-Kunstmuseum in Nagoya und ist mit diesem verbunden. Im Unterschied zum Museum untersteht der Bunko der Stadt Nagoya.

## Vorbemerkung
Hōsa war ein alter Name für die Stadt Nagoya in der Edo-Zeit, er leitete sich aus der Lage „links vom Atsuta-Schrein“ ab. Vom Atsuta-Schrein hieß es, er verkörpere die legendäre Insel Hōrai (蓬莱). Der Name für den Bunko kam um 1912 in Gebrauch.

## Die Sammlung
Den Grundstock der Sammlung bildete der Erbanteil, den der Begründer der Owari-Tokugawa, Tokugawa Yoshinao (1601–1651), aus der Bibliothek Tokugawa Ieyasus erhalten hatte. Das waren 3000 Bände, unter denen sich wertvolle Bücher aus dem Kanazawa Bunko befanden, die an Ieyasu gekommen waren. Unter Yoshinao wurde die Sammlung bereits um 19.000 Bände erweitert. Am Ende der Edo-Zeit betrug der Bestand ungefähr 50.000 Bände.
Der heutige Bestand umfasst japanische, chinesische und koreanische Klassiker seit dem 13. Jahrhundert. Dazu kommt ein großer Bestand an Nagoya-Stadtplänen, Japan-Karten und Weltkarten sowie Karten von Residenzen und Gärten aus dem 17. bis 18. Jahrhundert. Weiter erhielt der Bunko Vermächtnisse und Spenden aus der Meiji- und Shōwa-Zeit, etwa 110.000 Stücke. Darunter befinden sich verschiedene, als Wichtige Kulturgüter eingestufte Stücke.
Der Hōsa Bunko wurde 1935, zeitgleich mit dem Tokugawa-Kunstmuseum in Mejiro, Tokyo als Stiftung eröffnet. 1950 wurde dann der Bunko an die Stadt Nagoya abgegeben und in ein Gebäude neben dem Kunstmuseum in Nagoya überführt. 2004 wurde der Bunko über einen Verbindungsgang mit dem Kunstmuseum verbunden, so dass beide Einrichtungen bequem zusammen besichtigt werden können.

## Wichtige Kulturgüter in der Sammlung
- Shoku Nihongi (続日本紀) 30 Rollen, aus dem Kanazawa Bunko
- Genji-Monogatari (源氏物語, (河内本, Kawachibon)) 23 Bände, 1258
- Verhaltenskodex am kaiserlichen Hof (侍中群要) 10 Rollen 1306, aus dem Kanazawa Bunko
- Chinesische Landwirtschafts-Lehrbuch (斉民要術) 22 Rollen 1274, aus dem Kanazawa Bunko
- Erläuterungen zu den Gesprächen des Konfuzius (論語集解), 10 Bände, Kopie von 1320.
- Medizinisches Lehrbuch (太平聖恵方) 24 Bände, Song-Zeit, aus dem Kanazawa Bunko
- Geschichte Goryeos (朝鮮版高麗史節要(銅活字本)), Druck mit Kupferlettern, 35 Bände, 1453